# Kagalen

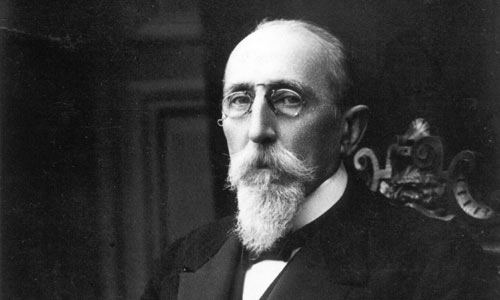
Leo Mechelin

Kagalen, (av hebreiskans kahal som betyder "församling", förryskat till kagal) var en hemlig organisation i Finland under den ryska tiden som ledde och samordnade motståndsaktioner mot russificeringen.

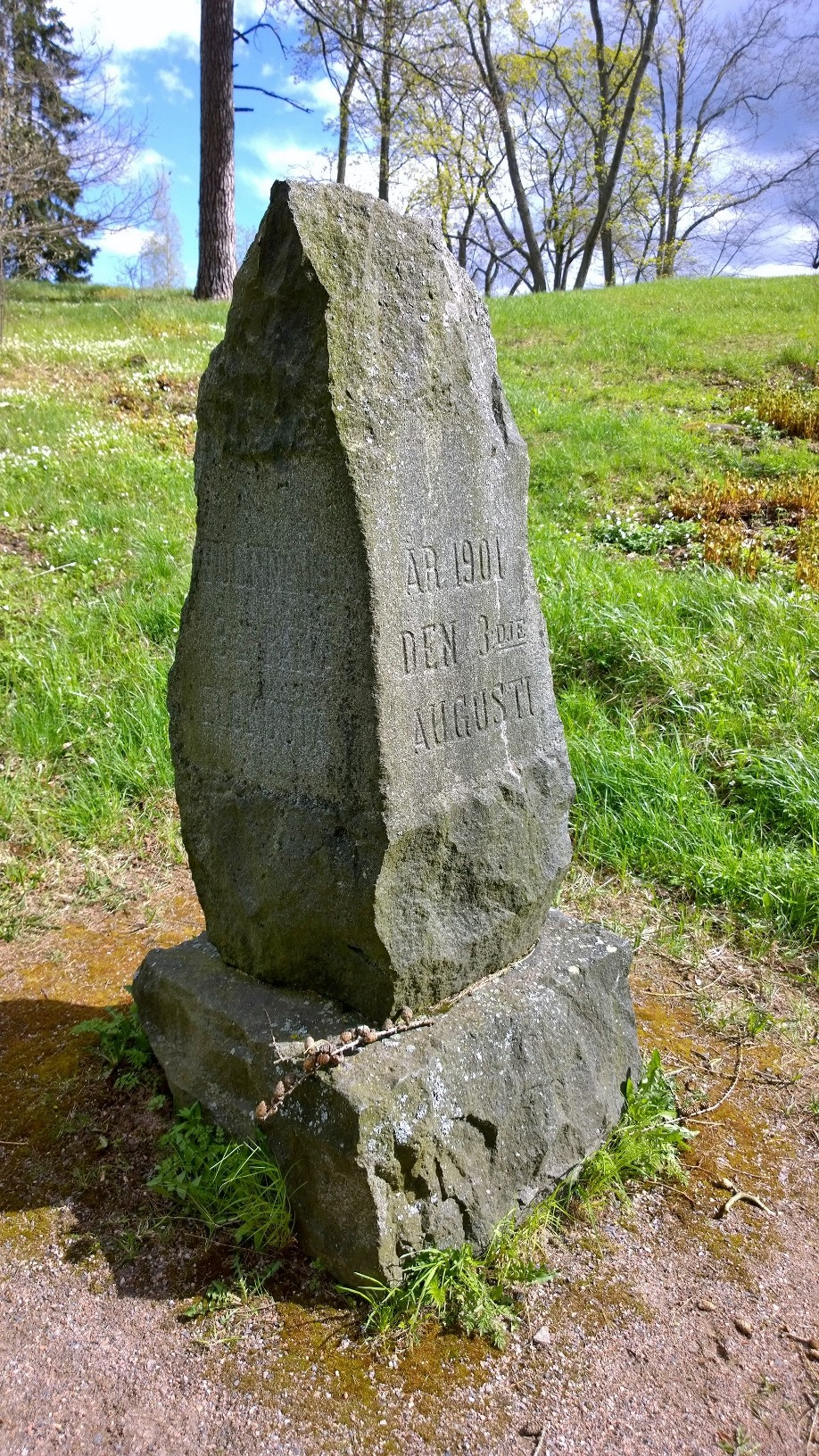
Kagalens minnessten i Henrik Borgströms park i Helsingfors

Kagalen stod på de konstitutionellas sida i kampen mot russificeringen snarare än på aktivisternas (med jägarrörelsen). "Kagalen" var en pejorativ benämning som användes i den ryska pressen om politiska organisationer som var i opposition mot enväldet. Den kommer av hebreiska qahal, som betyder "församling". I Finland uppfattades uttrycket tvärtemot som en hedersbenämning.
Begynnelsen dateras till 1902 då Nikolaj II proklamerade att finska förband i framtiden skulle kunna tjänstgöra i den ryska armén. Detta betraktades från finländsk sida som olagligt förfarande från rysk sida. Motståndare samlades hos general Julius af Lindfors på hans gods Turholma den 3 augusti 1901. Detta ansågs vara en säker plats eftersom det låg på en timmes färd med ångbåt från Helsingfors. En resolution undertecknades av 500 000 till tsaren. 
Kagalens centralgestalt var professor Leo Mechelin. Bland andra ledande personligheter märktes Carl Mannerheim, Adolf von Bonsdorff, Ernst Estlander, Julio Reuter, Adolf Törngren och Henrik Johan Wilhelm Zilliacus samt ungfinnarna Eero Erkko, Theodor Homén, Heikki Renvall och Pehr Evind Svinhufvud.
Det passiva motståndet kännetecknades av aktioner från olika håll i landet och från olika grupper. I början vägrade präster kungöra den nya lagen från sina predikstolar; uppbördstjänstemän strejkade - senare omfattade strejkrörelsen även de värnpliktiga. Åren 1902–1904 genomfördes värnpliktsstrejken, vilken var riktad mot 1901 års lag. Man vägrade att inställa sig. Strejken var som mest omfattande 1902, då strejkprocenten enligt Kagalen var 58,2 procent (störst bland studenter, 83,4 procent). Även kravaller förekom, värst i Helsingfors den 18 april 1902, och som en följd av detta uppstod förvecklingar mellan myndigheter och hovrätterna. 
Kagalens centralorgan återfanns i Helsingfors, och verksamheten var indelad i kretsar. År 1902 tillkom en kvinnlig avdelning, Kvinnokagalen. När russificeringen fortsatte och straffen hårdnade, minskade strejkerna. År 1903 utvisades många ledare från Finland - därefter fortsattes verksamheten från Stockholm, där Fria Ord utgavs. 1904 var procenten nere i 18,5 procent. Många emigrerade till USA som en direkt följd av den ryska värnpliktslagen.
Efter storstrejken 1905 upplöstes Kagalen. Även värnpliktslagen avskaffades.